# Олейників
Олейників, місцева назва Олеників, або Олейніков (словац. Olejníkov) — село в Словаччині, Сабинівському окрузі Пряшівського краю. Розташоване в північно-східній частині Словаччини в Чергівських горах в долині притоки Лютинки.
Уперше згадується у 1454 році.
У селі є греко—католицька церква блаженнішого єпископа мученика Павла Петра Гойдича з 2000–2003 рр.

## Населення
| Рік:            | 1994. | 2004.    | 2014.    | 2024.    |
| --------------- | ----- | -------- | -------- | -------- |
| Кількість осіб: | 277   | 357      | 454      | 675      |
| Різниця:        |       | +28,88 % | +27,17 % | +48,67 % |

| Рік:            | 2023. | 2024.   |
| --------------- | ----- | ------- |
| Кількість осіб: | 642   | 675     |
| Різниця:        |       | +5,14 % |

У селі проживає 435 осіб.
Національний склад населення (за даними останнього перепису населення — 2001 року):
- словаки — 57,07 %,
- цигани — 37,77 %,
- українці — 0,27 %.

Склад населення за приналежністю до релігії станом на 2001 рік:
- греко-католики — 83,15 %,
- римо-католики — 10,60 %,
- не вважають себе вірянами або не належать до жодної вищезгаданої конфесії — 6,25 %.

## Географія
Протікає річка Лютинка.